# Юрциньш, Рудольф
Ру́дольф Ю́рциньш (латыш. Rūdolfs Jurciņš; 6 июня [19 июня] 1909, Рига — 22 июля 1948, Молотовская область) — латвийский баскетболист, чемпион Европы 1935 года, лучший бомбардир чемпионата Европы 1937 года.

## Биография
До 15 лет занимался футболом, позднее стал играть в баскетбол. Обучаясь на экономическом факультете Латвийского университета, выступал за команду «Университатес спортс», в те годы — сильнейшую в Латвии. Стал в составе «Спортса» пятикратным чемпионом Латвии.
В сборной Латвии дебютировал 25 февраля 1928 года. На первом в истории чемпионате Европы 1935 года принял участие во всех трёх матчах, набрал 44 очка; из них 11 — в победном финале со сборной Испании. На Олимпийских играх 1936 года в трёх матчах набрал 30 очков.
На домашнем чемпионате Европы 1937 года, несмотря на в целом неудачное выступление сборной Латвии, Юрциньш стал лучшим бомбардиром турнира со средним показателем 12,5 очков за игру (50 очков в 4 матчах). Всего за национальную команду провёл 23 игры, долгое время был её капитаном.
В 1945 году был арестован за незаконное хранение оружия. Умер в лагере.